# Ashorocetus
Ashorocetus — монотипний рід вимерлого примітивного вусатого кита родини Aetiocetidae. Його назвали Barnes et al. 1995, і містить один вид, A. eguchii. Скам'янілості цього кита знайдені в чатійській формації Мораван, поблизу Ашоро, верхнього олігоцену (28.4–23.03 мільйонів років тому) Хоккайдо, Японія. Ashorocetus eguchii був описаний на основі часткового черепа та названий на честь типового місцеположення та Кенічіро Егучі з Музею палеонтології Ашоро.

## Опис
Барнс та ін. 1995 описав чотири нових види етіоцетид, з яких Ashorocetus eguchii був найбільш примітивним. Він має акуратний телескопічний череп і є близьким до Chonecetus, іншого примітивного етіоцетиду.